# Silla Bettini
Silla Bettini (Roma, 28 febbraio 1923 – Roma, 15 maggio 2003) è stato un attore italiano.

## Biografia
Attore e assistente alla regia, debuttò nel 1959 in Un maledetto imbroglio, diretto da Pietro Germi. Interpretò ruoli sia di fascista che di comunista o di partigiano. I ruoli di maggiore evidenza nella sua carriera furono quelli del Bigio ne Il compagno don Camillo (1965) e del maestro di judo in Incompreso (1966).

## Filmografia
- Un maledetto imbroglio, regia di Pietro Germi (1959)
- L'ultimo zar, regia di Pierre Chenal (1960)
- La lunga notte del '43, regia di Florestano Vancini (1960)
- Tutti a casa, regia di Luigi Comencini (1960)
- Anonima cocottes, regia di Camillo Mastrocinque (1960)
- Tiro al piccione, regia di Giuliano Montaldo (1961)
- Un giorno da leoni, regia di Nanni Loy (1961)
- Le quattro giornate di Napoli, regia di Nanni Loy (1962)
- Colpo gobbo all'italiana, regia di Lucio Fulci (1962)
- I maniaci, regia di Lucio Fulci (1964)
- Via Veneto, regia di Giuseppe Lipartiti (1964)
- La vendetta della signora, regia di Bernhard Wicki (1964)
- La ragazza in prestito, regia di Alfredo Giannetti (1964)
- Lo straniero di passaggio, episodio di Racconti a due piazze (Le lit à deux places), regia di Jean Delannoy, Gianni Puccini, Alvaro Mancori e François Dupont-Midy (1965)
- Il compagno don Camillo, regia di Luigi Comencini (1965)
- Gli uomini dal passo pesante, regia di Mario Sequi (1965)
- Delitto quasi perfetto, regia di Mario Camerini (1966)
- I cinque della vendetta, regia di Aldo Florio (1966)
- Incompreso, regia di Luigi Comencini (1966)
- I criminali della metropoli, regia di Gino Mangini (1967)
- Un minuto per pregare, un istante per morire, regia di Franco Giraldi (1968)
- Di mamma non ce n'è una sola, regia di Alfredo Giannetti (1974)